# Praia do Gavião
A Praia do Gavião está localizada na cidade Araruama, no atual estado do Rio de Janeiro, no Brasil, a Praia do Gavião possui uma extensão de 1,5 km, com águas mornas e transparentes, pouco profundas e com alto teor de salinidade, porém, com areia fofa e fina; Além de possuir diversos ancoradouros, é propícia ao banho e à prática de esportes náuticos; Sua orla abriga diversas árvores amendoeiras, quiosques, área para estacionamento, além de vôlei de praia, áreas gramadas e diversas casas de veraneio. 
(Praia pertencente à Lagoa de Araruama)
- Localização: RJ-106, Bananeiras, Araruama, há 6 km do Centro.